# Torpedowce typu Ardjoeno
Torpedowce typu Ardjoeno – holenderskie torpedowce z lat 80. XIX wieku. W latach 1886–1892 w stoczniach Yarrow Shipbuilders w Poplar, Rijkswerf w Amsterdamie i Fijenoord w Schiedam zbudowano 10 okrętów tego typu. Jednostki weszły w skład Koninklijke Marine w latach 1887–1892, a z listy floty skreślono je w latach 1911–1919.

## Projekt i budowa
Okręty typu Ardjoeno były pierwszymi holenderskimi jednostkami zaliczanymi do torpedowców I klasy . Dwie pierwsze jednostki powstały w Wielkiej Brytanii, a pozostałe osiem zbudowano w stoczniach krajowych .
Okręty zbudowane zostały w stoczni Yarrow w Poplar (dwa), Rijkswerf w Amsterdamie (siedem) i Fijenoord w Schiedam (jeden) . Jednostki zostały zwodowane w latach 1886–1889.
| Okręt      | Stocznia  | Wodowanie        | Wejście do służby | Los           |
| ---------- | --------- | ---------------- | ----------------- | ------------- |
| „Ardjoeno” | Yarrow    | 1886             | 1887              | wycofany 1911 |
| „Batok”    | Rijkswerf | 1887             | 1889              | wycofany 1912 |
| „Dempo”    | Fijenoord | 1887             | 1887              | wycofany 1911 |
| „Cycloop”  | Rijkswerf | 1887             | 1888              | wycofany 1918 |
| „Habang”   | Rijkswerf | 1888             | 1888              | wycofany 1912 |
| „Goentoer” | Rijkswerf | 7 listopada 1888 | 1892              | wycofany 1913 |
| „Empong”   | Yarrow    | 1888             | 1890              | wycofany 1919 |
| „Foka”     | Fijenoord | 1888             | 1889              | wycofany 1913 |
| „Krakatau” | Fijenoord | 1888             | 1888              | wycofany 1913 |
| „Idjen”    | Fijenoord | 31 lipca 1889    | 1889              | wycofany 1919 |

## Dane taktyczno-techniczne
Okręty były torpedowcami o długości całkowitej 38,35–39,22 metra, szerokości 3,97 metra i zanurzeniu 1,83–2,06 metra . Wyporność normalna wynosiła od 79 do 90 ton . Jednostki napędzane były przez maszynę parową mocy od 725 do 1089 KM, do której parę dostarczał jeden kocioł lokomotywowy . Prędkość maksymalna napędzanych jedną śrubą okrętów wynosiła od 19,1 do 22,8 węzła. Okręty zabierały zapas 10 ton węgla, co zapewniało zasięg wynoszący 1400 Mm przy prędkości 10 węzłów . 
Na uzbrojenie artyleryjskie okrętów składały się dwa pojedyncze działa Hotchkiss kalibru 37 mm L/20 . Broń torpedową stanowiły dwie pojedyncze wyrzutnie kal. 450 mm .
Załoga pojedynczego okrętu składała się z 16 oficerów, podoficerów i marynarzy .

## Służba
Torpedowce typu Ardjoeno zostały przyjęte w skład Koninklijke Marine w latach 1887–1892 . Jednostki wycofano ze składu floty między 1911 a 1919 rokiem .